# Großsteingräber bei Gienau
Die Großsteingräber bei Gienau (auch Großsteingräber bei Siecke genannt) sind eine Gruppe von wohl ursprünglich fünf Grabanlagen der jungsteinzeitlichen Trichterbecherkultur nahe dem zur Gemeinde Dahlenburg gehörenden Ortsteil Gienau im Landkreis Lüneburg (Niedersachsen). Von diesen existieren heute noch vier. Die Gräber 1 und 4 tragen die Sprockhoff-Nummern 703 und 704. Die Einordnung der Anlagen 2 und 3 als Großsteingräber ist unsicher.

## Lage
Die Gräber 1 bis 3 liegen auf halbem Weg zwischen den Ortsteilen Siecke und Becklingen, wenige Meter nördlich der Straße in einem Gehölz. Grab 4 liegt knapp 600 m südsüdwestlich hiervon. Direkt südlich von Grab 4 liegt ein 1,5 m hoher Hügel, der vielleicht ein weiteres Grab enthält. Das zerstörte Grab 5 lag nordöstlich von Gienau nahe dem Weg nach Dumstorf.

## Beschreibung

### Erhaltene Gräber

#### Grab 1

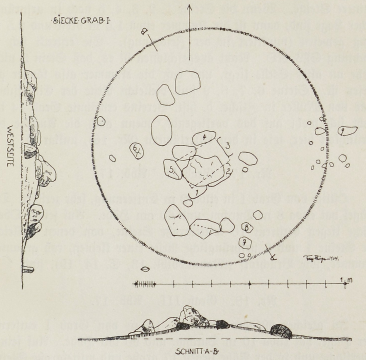
Grundriss von Grab 1 nach Krüger

Die Anlage besitzt ein flaches, nordost-südwestlich orientiertes Hünenbett, dessen ursprüngliche Länge nicht mehr festgestellt werden kann. Ein ebenfalls nordost-südwestlich orientierter erweiterter Dolmen bildet die Grabkammer. Von dieser sind noch alle sechs Wandsteine sowie einer der ursprünglich zwei Decksteine vorhanden. Weitere umliegende Steine könnten zur Umfassung des Hünenbetts gehören. Eine erste Beschreibung des Grabes erfolgte 1924 durch Franz Krüger. Dieser fand die Wandsteine der südöstlichen Langseite und den Abschlussstein der nordöstlichen Schmalseite noch in situ stehend vor. Der Deckstein war ins Innere der Kammer gestürzt und hatte dabei die drei restlichen Wandsteine nach außen gedrückt. 1950 erfolgte unter Ernst Sprockhoff eine weitere Untersuchung und anschließende Rekonstruktion des Grabes. Hierbei wurden die umgestoßenen Wandsteine wieder in ihre ursprüngliche Position gebracht und der Deckstein wieder auf die Grabkammer gesetzt.

#### Die Gräber 2 und 3

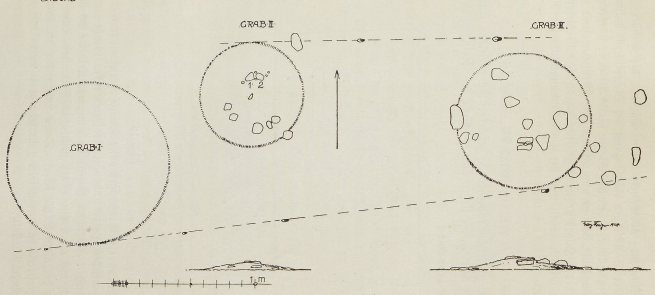
Grundriss der Gräber 2 und 3 nach Krüger

Die Anlagen 2 und 3 liegen östlich von Grab 1. Sie bestehen aus runden Grabhügeln mit einer Höhe von 1 m. Der Hügel von Anlage 2 hat einen Durchmesser von 8 m, der von Anlage 3 einen von 10 m. Auf diesen Hügeln liegen mehrere Steine, die aber keine Ordnung erkennen lassen. Ohne eine eingehende Untersuchung können die beiden Anlagen daher nicht zweifelsfrei als Großsteingräber angesehen werden.

#### Grab 4

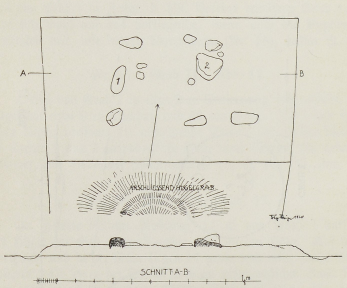
Grundriss von Grab 4 nach Krüger

Grab 4 befindet sich in einem sehr schlechten Erhaltungszustand. Eine leichte Erhöhung des Erdreichs lässt auf den Rest einer Hügelschüttung schließen. Die Grabkammer ist ostwestlich orientiert. In situ steht lediglich der Abschlussstein der westlichen Schmalseite. Weitere sieben Steine liegen umher, geben aber keinen Aufschluss mehr über ihre ursprüngliche Position.

### Das zerstörte Grab 5
Das Grab war oval und hatte eine Länge von 12 m sowie eine Breite von 3,2 m. Es besaß eine Umfassung, die bei der Aufnahme durch Müller und Reimers im ausgehenden 19. Jahrhundert noch aus 18 Steinen bestand.